# Rohožník (Prešov)
Rohožník (em húngaro: Barátlak) é um município da Eslováquia, situado no distrito de Humenné, na região de Prešov. Tem 3,59 km² de área e sua população em 2018 foi estimada em 40 habitantes.

## Demografia
| Ano:        | 1994 | 2004    | 2014    | 2024    |
| ----------- | ---- | ------- | ------- | ------- |
| Broj ljudi: | 59   | 31      | 27      | 37      |
| Razlika:    |      | -47,45% | -12,90% | +37,03% |

| Ano:               | 2023 | 2024 |
| ------------------ | ---- | ---- |
| Número de pessoas: | 37   | 37   |
| Diferença:         |      | +0%  |